# زرشک آرژانتینی
زرشک آرژانتینی (نام علمی: Berberis argentinensis) نام یک گونه از سرده زرشک است.